# Epinotia brunnichana
Epinotia brunnichana es una especie de polilla del género Epinotia, categorizada en la tribu Eucosmini, de la subfamilia Olethreutinae.

## Distribución
Se distribuye por Europa: en el Reino Unido, Suecia, Austria y Francia.

## Taxonomía
Fue descrita por Carlos Linneo en 1767.
Tratamiento taxonómico
La especie aparece registrada y publicada en Systema Naturae (12th ed.) : 880.